# Society of Motion Picture and Television Engineers
La Society of Motion Picture and Television Engineers o SMPTE, (/ˈsɪmpti/), fondata nel 1916 come Society of Motion Picture Engineers (SMPE), è un'associazione professionale internazionale, con sede negli Stati Uniti d'America, che riunisce tecnici dell'industria televisiva e cinematografica. La SMPTE è riconosciuta come organismo in grado di stabilire standard internazionali: esistono infatti oltre 600 standard, raccomandazioni e linee guida per il cinema, la televisione, l'audio e la fotografia medica.
L'associazione è aperta ad ogni individuo o organizzazione con interessi nel campo. I soci SMPTE sono oltre 10000 in 85 nazioni con 25 sezioni locali, tra cui una in Italia, costituita nel 1990 che è stata la prima in Europa.

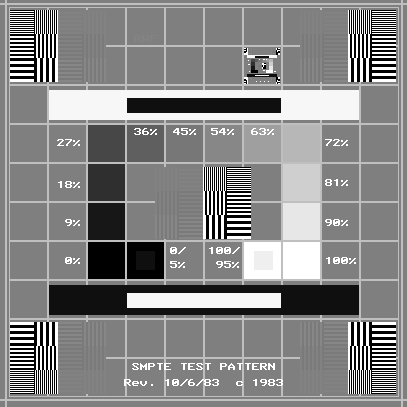
Monoscopio per immagini di diagnosi medica

I documenti degli standard SMPTE sono coperti da copyright e possono essere acquistati dal sito web dell'associazione o presso altri distributori. Alcuni standard significativi promulgati dalla SMPTE sono:
- tutti i formati di trasmissione e registrazione per il cinema e la televisione, analogici e digitali;
- interfacce fisiche di connessione per la trasmissione di segnali televisivi e dati correlati (per esempio, il timecode SMPTE e l'interfaccia SDI);
- lo schema delle barre colore SMPTE e altri strumenti di diagnostica;
- il formato di file Material eXchange Format MXF.

Le attività professionali ed educative della SMPTE includono presentazioni tecniche presso le sezioni locali, conferenze annuali e biennali negli Stati Uniti e in Australia, e la pubblicazione del SMPTE Motion Imaging Journal. Inoltre fornisce borse di studio per le scuole legate al settore.
Alcune organizzazioni correlate sono:
- National Television System Committee
- Moving Picture Experts Group
- Pro-MPEG
- Settore radiocomunicazione dell'ITU (in precedenza CCIR)
- BBC Research Department
- Unione europea di radiodiffusione

## Riconoscimenti
La SMPTE assegna dei riconoscimenti a personalità che si siano distinte per il loro contributo nei campi di interesse dell'associazione.
- La Progress Medal, istituita nel 1935, è il riconoscimento più antico e prestigioso. La medaglia è assegnata annualmente per i contributi tecnici al progresso dell'industria cinetelevisiva. È stata assegnata a:
  - Roderick Snell (2006)
  - Dr. Kees Schouhamer Immink (2004)
  - Stanley N. Baron (2003)
  - William C. Miller (2002)
  - Bernard J. Lechner (2001)

- La Eastman Kodak Gold Medal, istituita nel 1967, viene assegnata per contributi che comportino nuovi metodi di educazione utilizzando cinema, televisione, riprese ad alta velocità e fotografia scientifica. È stata assegnata a:
  - Andrew Laszlo (2006)
  - Dr. Roderick T. Ryan (2004)
  - George Spiro Dibie (2003)
  - Jean-Pierre Beauviala (2002)